# Шпиттель
Шпи́ттель или Шпи́калы (нем. Spittel; в.-луж. Špikałyо файле) — сельский населённый пункт в статусе городского района Вайсенберга, район Баутцен, федеральная земля Саксония, Германия.

## География
Находится примерно в пятнадцати километрах восточнее Баутцена на северном склоне холма Волаэр-Берг высотой 347 метров (иное немецкое наименование — Бичин; серболужицкое наименование — Блочин, Бычин; нем. Wohlaer Berg, Bytschin, в.-луж. Byčin, Błóćin).
На востоке от деревни проходит автомобильная дорога B118 и на западе — дорога K7230.
Соседние населённые пункты: на севере — деревня Зерка (Жарки, в городских границах Вайсенберга), на северо-востоке — деревня Траушвиц (Трушецы, в границах сельского населённого пункта Ностиц), на востоке — деревня Краппе (Храпов, в городских границах Лёбау), на юге — деревня Вола (Валовы, в городских границах Лёбау), на юго-западе — деревня Брайтендорф (Вуезд, коммуна Хохкирх) и на западе — деревня Чорна (Чорнёв, коммуна Хохкирх).

## История
Впервые упоминается в 1345 году под наименованием «Spital». С 1973 по 1994 года входила в состав коммуны Ностиц. В 1994 году деревня в результате муниципальной реформы вошла в границы Вайсенберга в статусе отдельного городского района.
В настоящее время деревня входит в состав культурно-территориальной автономии «Лужицкая поселенческая область», на территории которой действуют законодательные акты земель Саксонии и Бранденбурга, содействующие сохранению лужицких языков и культуры лужичан.
Исторические немецкие наименования:
- Spital, 1345
- Herman von dem Spital, S. Hermanni de Hospitali, 1348
- Spittal, 1390
- Spetal, 1419
- Spittil, 1434
- Spetal, 1519
- Spittel, 1657
- Spittel b. Löbau, 1875

## Население
Официальным языком в населённом пункте, помимо немецкого, является также верхнелужицкий язык.
Согласно статистическому сочинению «Dodawki k statisticy a etnografiji łužickich Serbow» Арношта Муки в 1884 году в деревне проживало 161 жителей (из них — 148 лужичанина (92 %)).
Лужицкий демограф Арношт Черник в своём сочинении «Die Entwicklung der sorbischen Bevölkerung» указывает, что в 1956 году при общей численности в 112 жителей серболужицкое население деревни составляло 31,2 % (из них 29 взрослых владели активно верхнелужицким языком, 3 взрослых — пассивно; 3 несовершеннолетних свободно владели языком).
| 1834 | 1871 | 1890 | 1910 | 1925 | 1939 | 1946 | 1950 | 1964 | 2011 | 2016 |
| ---- | ---- | ---- | ---- | ---- | ---- | ---- | ---- | ---- | ---- | ---- |
| 158  | 165  | 152  | 151  | 129  | 97   | 133  | 141  | 92   | 56   | 53   |